# Förbundsdagsvalet i Tyskland 2013

Partistyrka valkretsvis i direktmandatsvalet - den hälft av förbundsdagens ledamöter som väljs i enmansvalkretsar: CDU (blått), CSU (mörkblått), SPD (rött), Linke (violett), De gröna (grönt).

Förbundsdagsvalet 2013 ägde rum den 22 september 2013 för att välja ledamöter till Förbundsdagen, Tysklands federala parlament. 
Sittande förbundskanslern Angela Merkel med de kristdemokratiska partierna CDU och CSU gjorde sitt bästa valresultat sedan 1990 med nära 42 procent av rösterna. Deras koalitionspartner, FDP, gjorde däremot sitt sämsta valresultat någonsin och fick lämna Förbundsdagen efter 61 år där. Dagen efter valet inleddes förhandlingar mellan CDU/CSU och SPD, i syfte att undersöka möjligheten till bildande av en storkoalition, liknande den som regerade 2005–2009 (Regeringen Merkel I). Den 14 december tillkännagavs att SPD:s medlemmar godkänt koalitionsavtalet. Den 17 december omvalde förbundsdagen Merkel som regeringschef och den nya ministären kunde tillträda.

## Bakgrund
Det föregående förbundsdagsvalet 2009 vanns av CDU, dess bayerska systerparti CSU samt FDP med Angela Merkel (CDU) som förbundskansler och Guido Westerwelle (FDP) som vicekansler. Westerwelle avgick under mandatperioden som FDP-ledare och vicekansler och efterträddes av Philipp Rösler på bägge dessa poster.

## Resultat
Det officiella valdeltagandet var 71,5 procent, en svag ökning från 70,8 procent i valet 2009.
Enligt det officiella valresultatet blev kristdemokratiska CDU/CSU största partiblock med tillsammans 41,5 procent av rösterna, vilket motsvarade 311 av 630 mandat (255 för CDU, 56 för CSU); bara 5 mandat från egen majoritet. Socialdemokratiska SPD fick 25,7 procent (193 mandat), vänsterpartiet Die Linke 8,6 procent (64 mandat) och miljöpartiet Allians 90/De gröna (tyska: Bündnis 90/Die Grünen) fick 8,4 procent (63 mandat).
Liberala FDP fick 4,8 procent (under femprocentsspärren) och förlorade därmed sina plats i förbundsdagen och regeringen. Bland de partier som inte lyckades ta sig in i förbundsdagen blev EMU-kritiska Alternative für Deutschland störst med 4,7 procent. Av övriga småpartier var de största Piratenpartei med 2,2 procent, nationaldemokratiska NPD med 1,3 procent och Freie Wähler med 1,0 procent.

## Regeringsbildning
Dagen efter valet inleddes sonderingar mellan kristdemokraterna och socialdemokraterna i syfte att undersöka möjligheten till bildande av en storkoalition, liknande den som regerade 2005–2009 (Regeringen Merkel I). Nationell minimilön och dubbelt medborgarskap är exempel på frågor i som ansågs kunna bli känsliga en sådan koalition. Som en annan möjlig regeringsbildning sågs en majoritetsregering med CDU, CSU och De gröna, vilket dock i ett inledande skede avfärdades av CSU-ledningen. Företrädare för de gröna sa sig vara öppna för diskussioner med CDU/CSU. Det tredje teoretiskt möjliga regeringsalternativet, en röd-grön koalition med socialdemokraterna, de gröna och vänstern, hade tidigare avfärdats av SPD.
Den 14 december 2013 tillkännagavs att SPD:s medlemmar i en medlemsomröstning med 76 procent ja-röster godkänt ett framförhandlat koalitionsavtal och den 17 december tillträdde den nya koalitionsregeringen bestående av medlemmar från CDU/CSU och SPD.

## Valet av förbundskansler
CDU/CSU gick till val på att Angela Merkel, som varit förbundskansler sedan 2005, skulle sitta kvar på posten. Inom SPD var det mer oklart vem man ville ha på posten. Fyra kandidater lyftes fram i diskussionen, Sigmar Gabriel, Frank-Walter Steinmeier, Peer Steinbrück samt Hannelore Kraft. Den senare nekade dock till att hon ville kandidera
I och med det framförhandlade koalitionsavtalet mellan CDU/CSU och SPD, stod det efter SPD:s medlemsomröstning klart att Angela Merkel skulle få en betryggande majoritet i förbundsdagen för att fortsätta regera som förbundskansler med den nya majoriteten. Några dagar senare, den 17 december 2013 valde förbundsdagen åter Merkel till förbundskansler; av de 621 närvarande förbundsdagsledamöterna röstade 462 för henne.